# ماکیئیفکا
ماکیئیفکا (اوکراینی: Макіївка) شهری در استان دونتسک در کشور اوکراین است. جمعیت این شهر ۳۴۰,۳۳۷ نفر (۲۰۲۱ تخمینی) است.

## نگارخانه

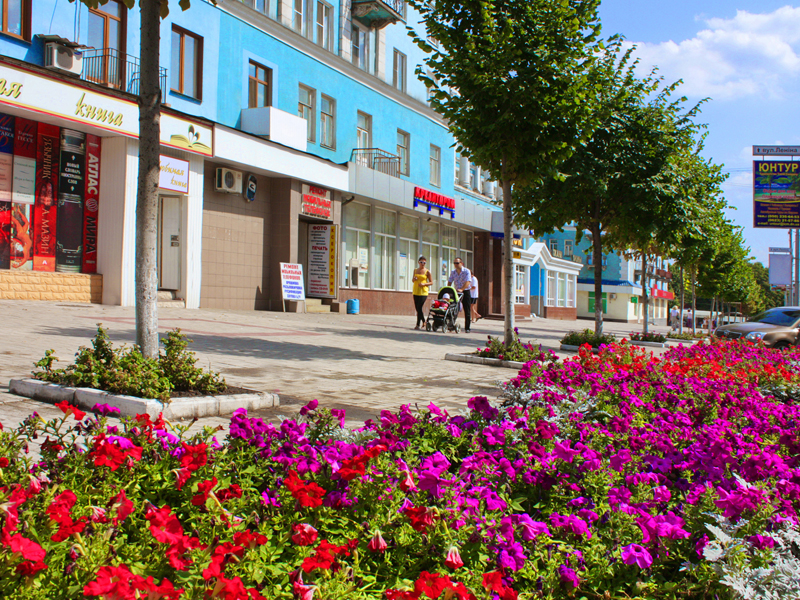
گل در خیابان اصلی ماکیئیفکا
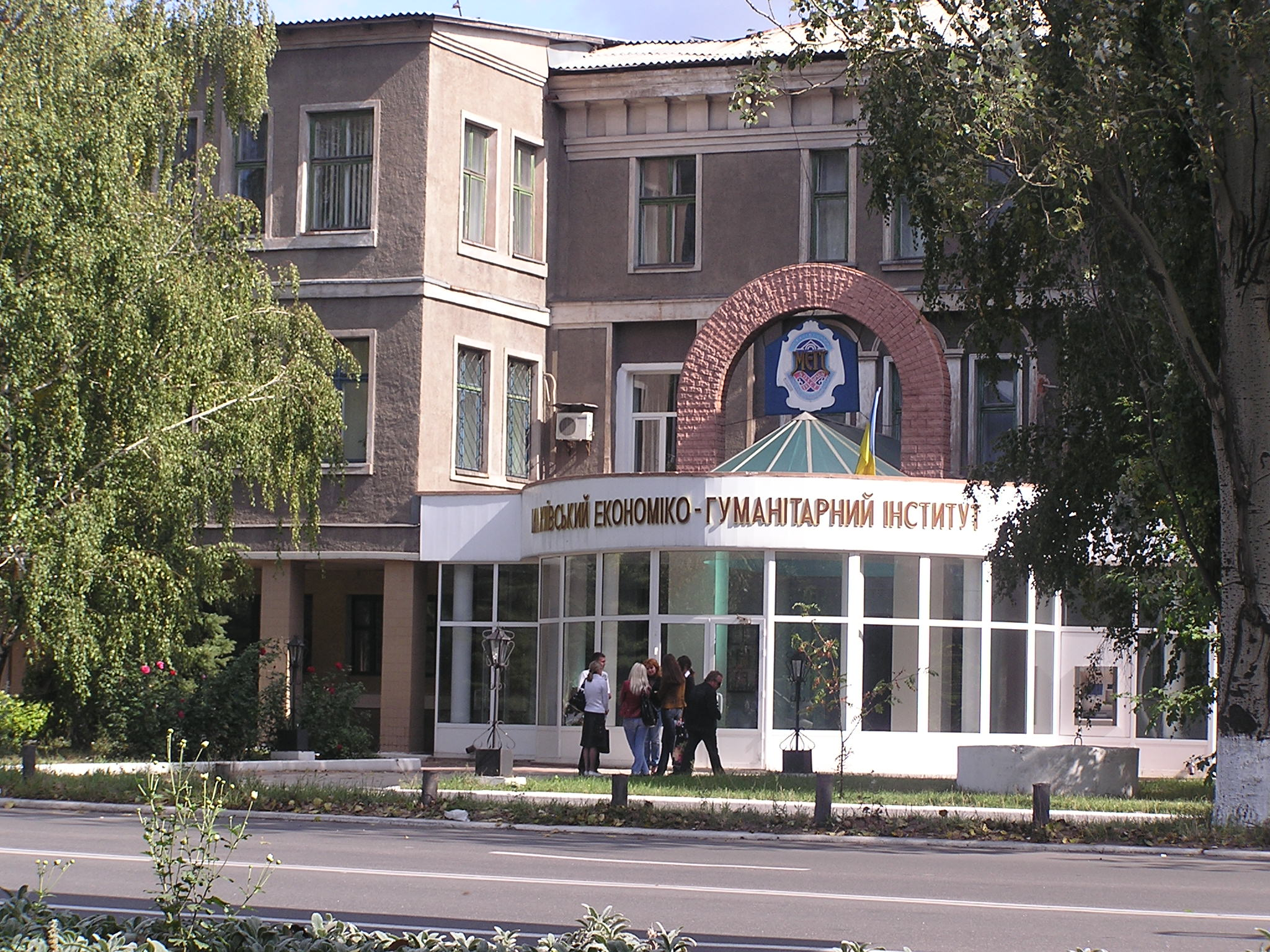
موسسه اقتصاد و علوم بشردوستانه ماکیئیفکا
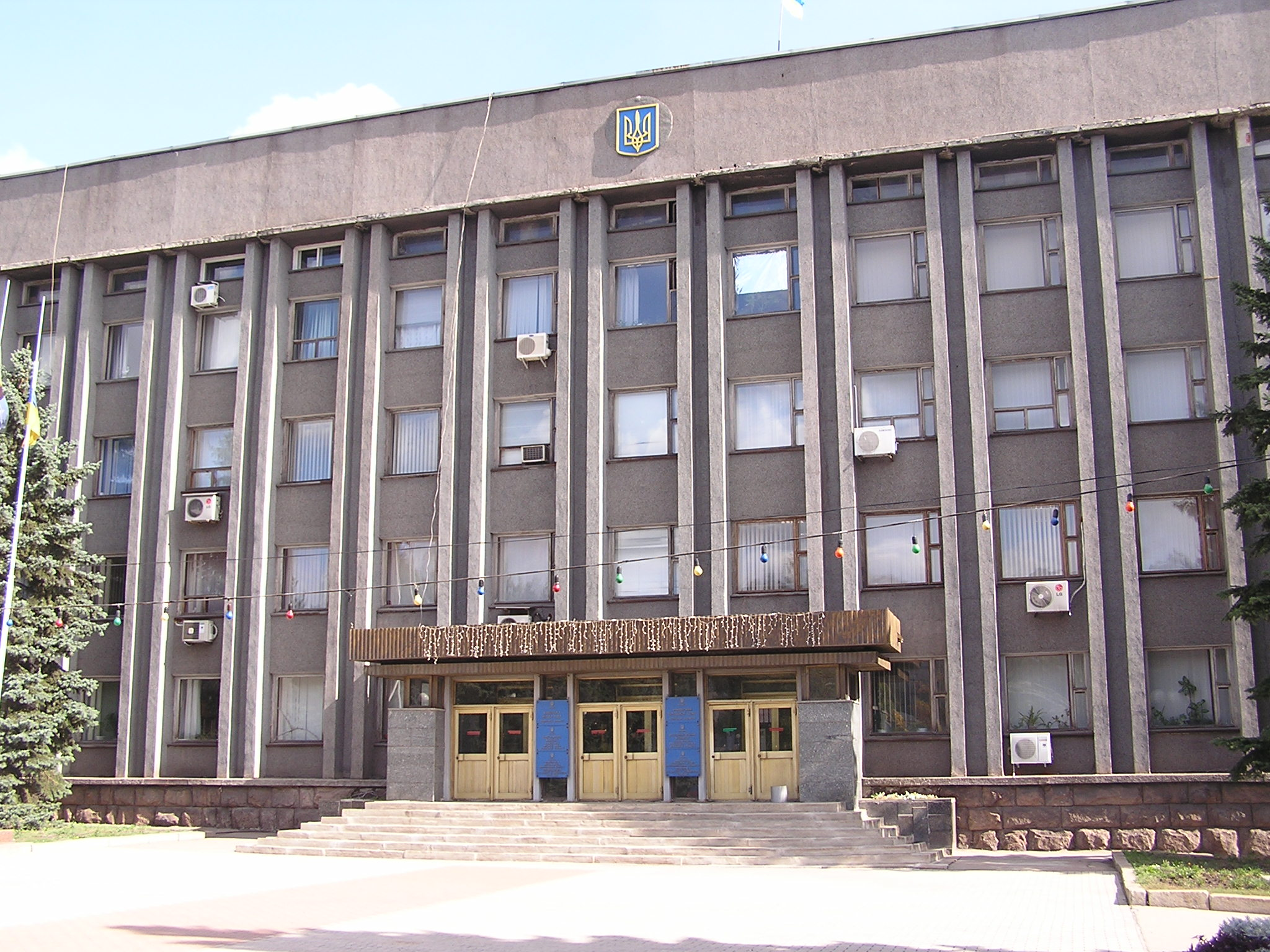
سالن شهر
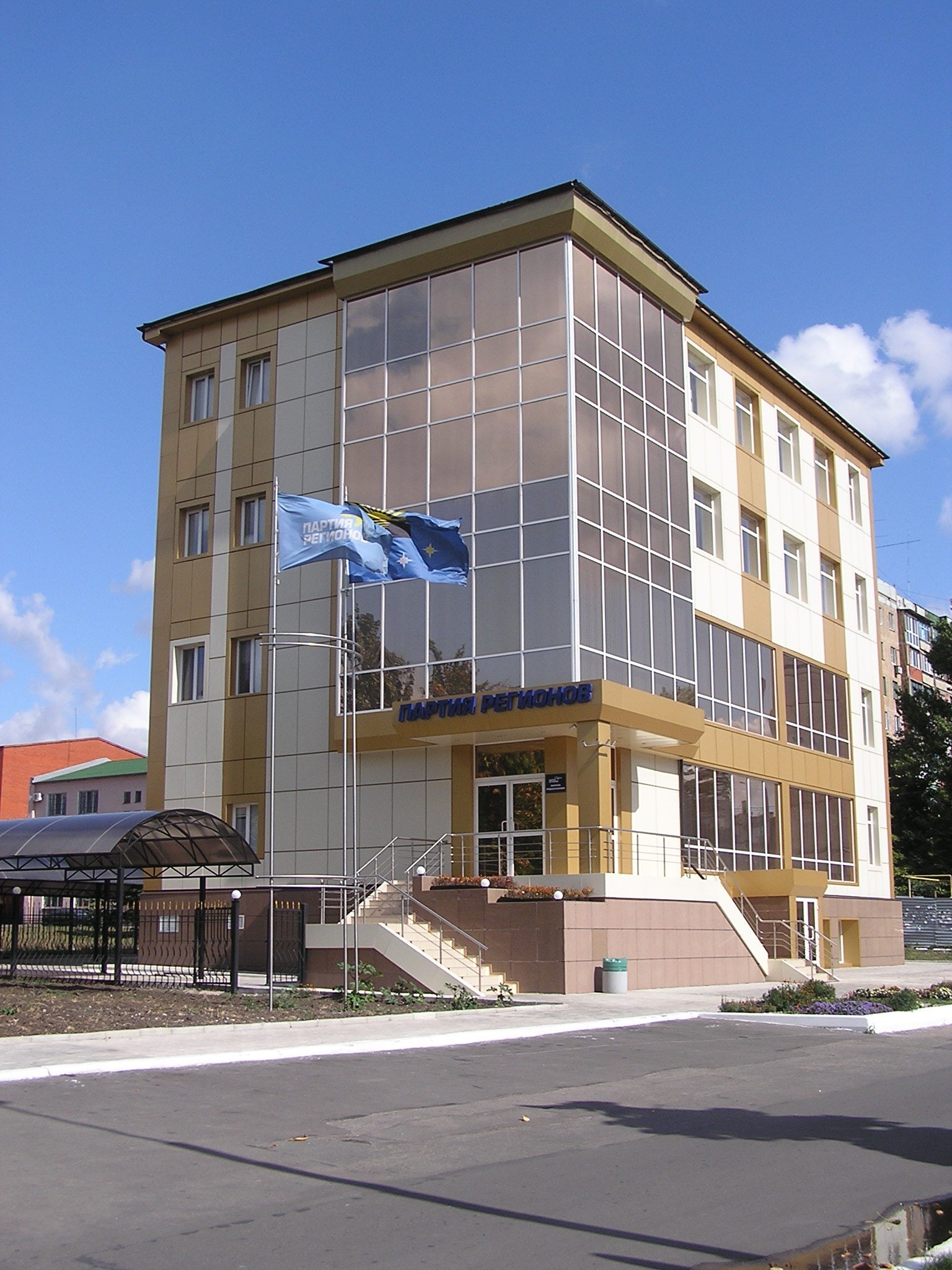
دفتر مرکزی حزب مناطق در ماکیئیفکا
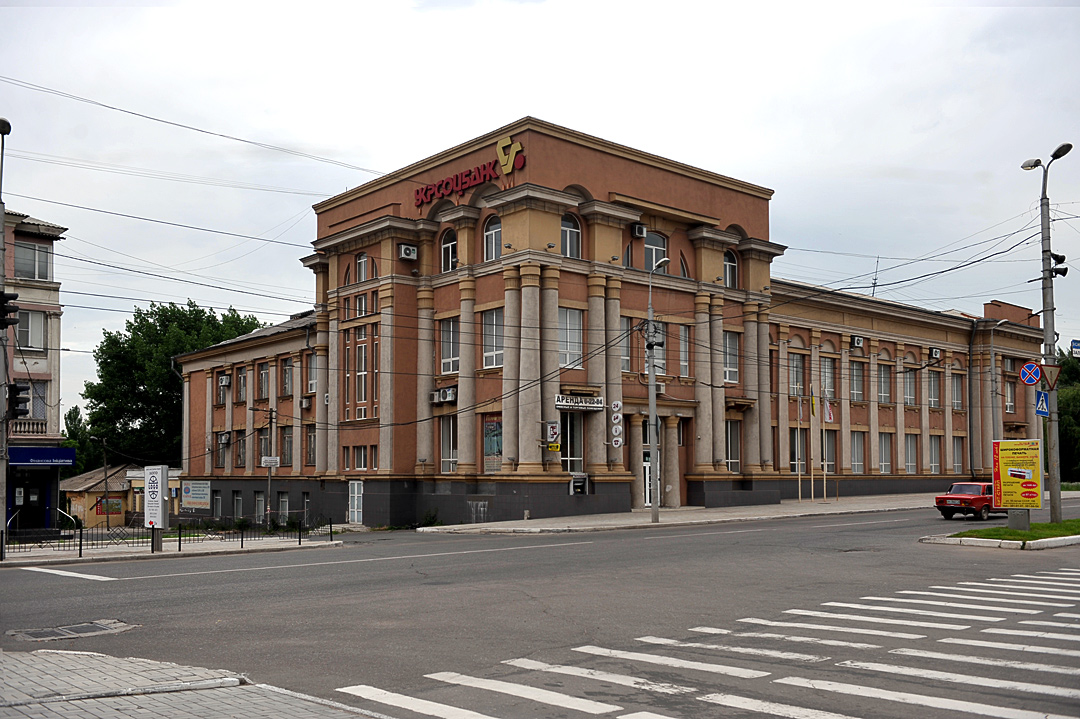
خیابان تئاترالنا (تئاتر).
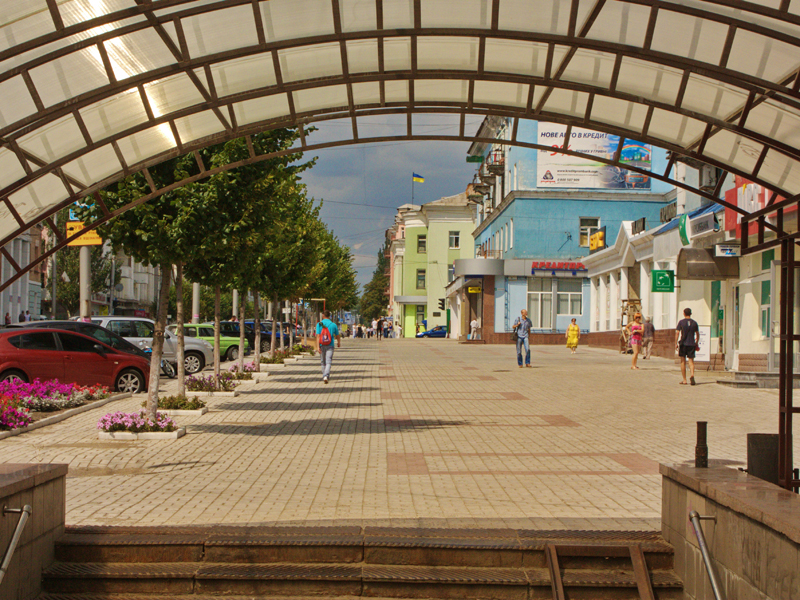
بخش مرکزی شهر
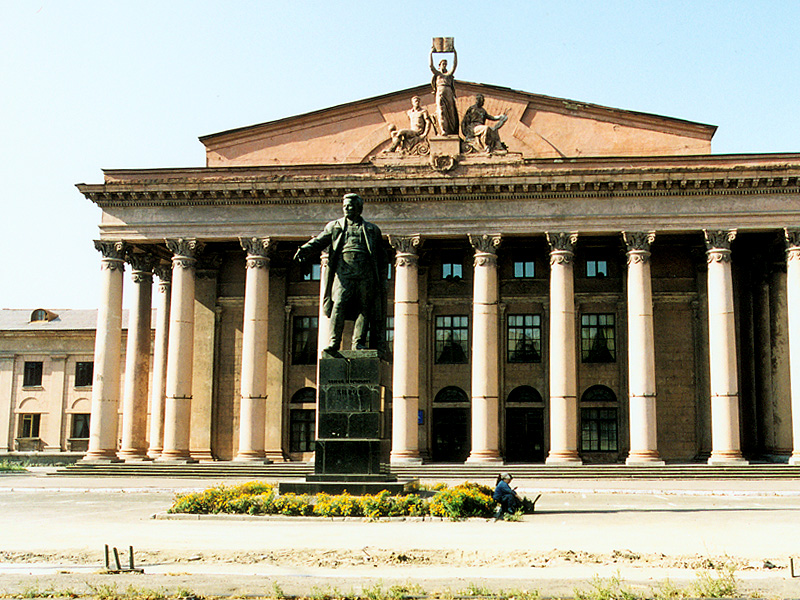
کاخ فرهنگ کارگران فولاد در ماکیفئیکا
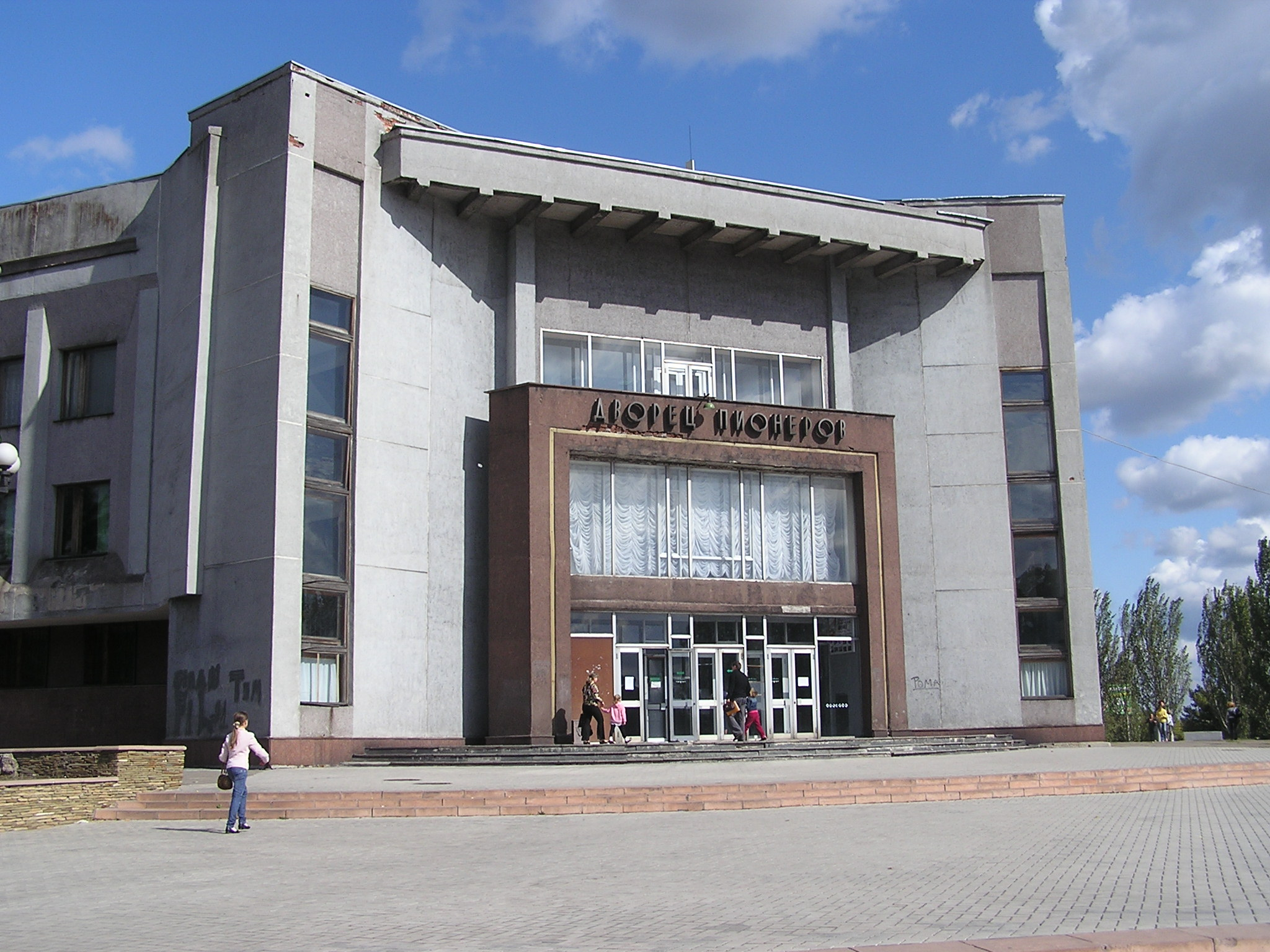
کاخ پیشگامان
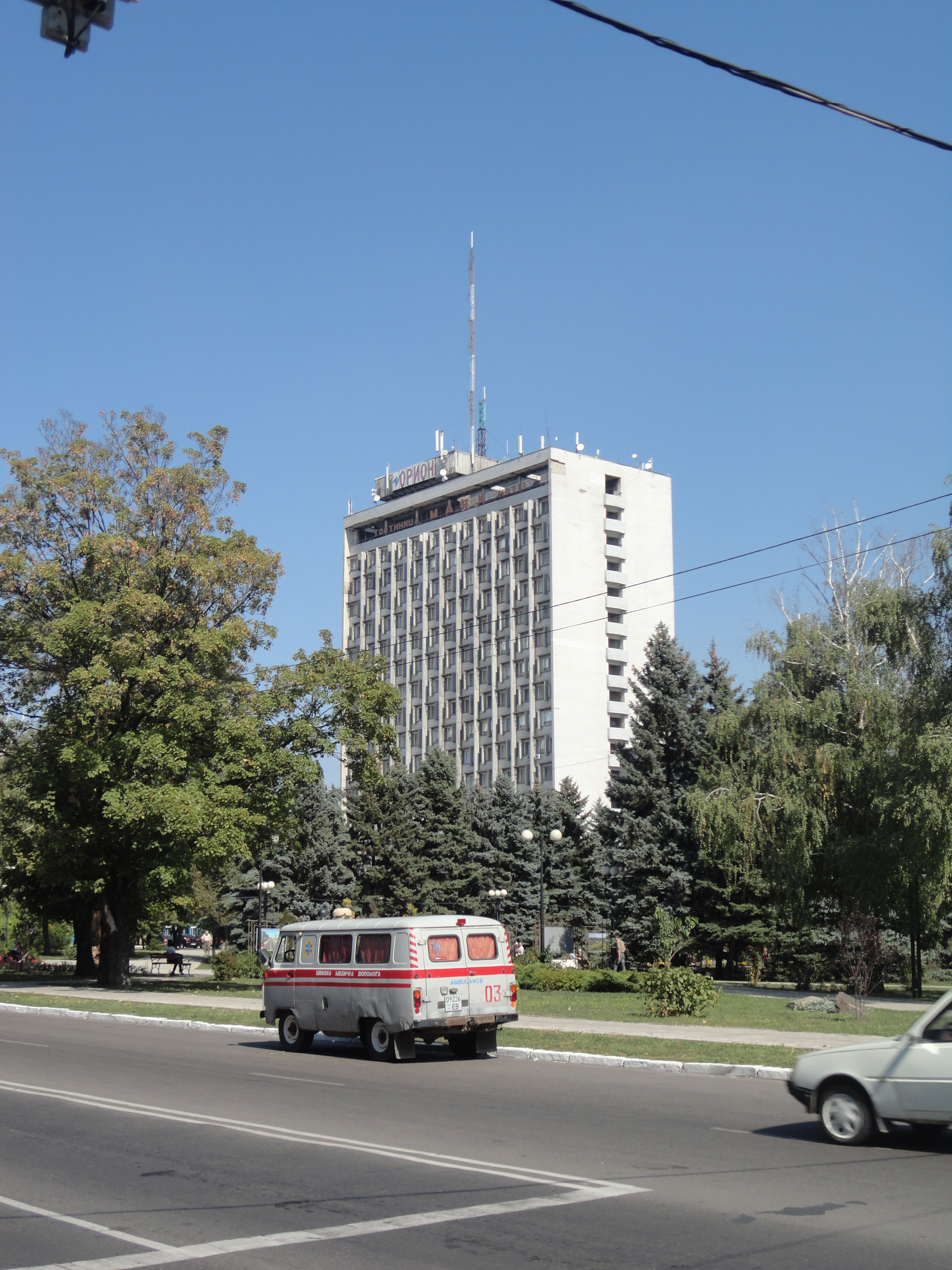
هتل اوریون